# 段智興 (金庸)
一燈大師，原名段智興，是金庸小說《射鵰英雄傳》和《神鵰俠侶》中的角色。原為大理國皇帝、大理段氏掌門人，後出家為僧，同時亦為天下五絕之一的「南帝」。《天龍八部》三大主角之一段譽的孫子，曾是瑛姑的丈夫，現為天竺大師的師兄，武三通、朱子柳、點蒼漁隱的師父，後亦收裘千仞（慈恩大師）為弟子，亦是武敦儒、武修文的師祖。一燈身穿粗布僧袍，兩道長長的白眉從眼角垂了下來，面目慈祥，眉間雖隱含愁苦，但一番雍容高華的神色。身兼「先天功」、「一陽指」兩大神功武學，功力深厚非凡，躋身「天下五絕」之列，號稱「南帝」，後改稱「南僧」，為金庸小說中武功絕頂的高手之一。登場回數：(射)30-31、39；(神)30-32、34-35、38-40。

## 生平
段智興生性好武，曾身為大理國君主，一度卻是個武痴，他對武藝的痴戀程度絲毫不亞於歐陽峰、周伯通和裘千仞等中原武林高手，常為了練武而廢寢忘食，甚至把政務放在一邊置諸不理，亦喜歡和各大武林高手（如：王重陽）交流切磋武藝。
全真教創始人「中神通」王重陽為防止和阻止「西毒」歐陽鋒搶奪九陰眞經，因此曾萬里迢迢專程到大理以「先天功」與段智興交換「一陽指」武學，以剋制歐陽鋒的蛤蟆功，而王亦在臨終前利用一陽指配合先天功成功擊退歐陽鋒，廢去其武功近20年。
而在此期間，段智興愛妃瑛姑與王重陽師弟「老頑童」周伯通私通，兩人更產下兒子，不料一日鐵掌幫幫主「鐵掌水上飄」裘千仞襲擊瑛姑之子，瑛姑向段智興求醫，然而段智興因突生醋意不願相救，遂間接造成該嬰兒之死。
後段智興悔傷前愆，乃傳位後人，出家為僧，法名「一燈」，而其在位時的四位臣子亦追隨他出家修行，成為一燈大師門下的漁、樵、耕、讀四位弟子。
一燈大師曾為黃蓉療傷，使用了含有「先天功」的「一陽指」治癒黃蓉，以致自己元氣大傷，後來得力於《九陰真經》總綱所載的內功法門，終得復原功力。
第二次華山論劍上，裘千仞作惡多端，在「北丐」洪七公的訓斥及他的點化下，悔過出家，並拜在他門下，取法名「慈恩」。
二十年多年後，一燈大師在荊湖北路隱居處接到弟子朱子柳求救的書信，於是帶同慈恩前往絕情谷去，那知在深山中遇到丐幫四大長老之一彭長老，慈恩卻無意間殺了一人，引致慈恩瘋病發作，於是慈恩殺彭長老，一燈大師只防守而不願還擊，希望能點化裘千仞，結果被他的「鐵掌」所傷，幸得《神鵰俠侶》男主角楊過使出「玄鐵劍法」制服慈恩的「鐵掌」，方能保了一燈大師的性命。
於《神鵰俠侶》末段，眾人在第三次華山論劍中選出了新的「天下五絕」，一燈外號由「南帝」改為「南僧」。

## 武功
先天功
道家呼吸煉氣之法，修煉至極處可返後天為先天，聚先天三寶元氣、元神、元精合於一身，煉虛合道，潛力無窮。
一陽指
雲南大理段氏嫡傳的武功，运功后以右手食指点穴，出指可缓可快，缓时潇洒飘逸，快则疾如闪电，但着指之处，分毫不差。
当与敌人挣搏凶险之际，用此指法既可贴近径点敌人穴道，也可从远处欺近身去，一中即离，一攻而退，实为克敌保身的无上妙術。
而一燈已將這門絕學修練到登峰造極、爐火純青的境界。

## 評語
|          | 段皇爺慈和寬厚，若是君臨一方，原可造福百姓，可是他為了一己小小恩怨，就此遁世隱居，亦算不得是大仁大勇之人。 |
| ——丘處機 | |

## 相關人物
- 先祖：段正明、段正淳、段延庆、段譽（《天龍八部》）
- 愛妃：瑛姑（劉貴妃）
- 師弟：天竺神僧
- 徒弟：點蒼漁隱（漁夫）、樵夫、武三通（農夫）、朱子柳（書生）、裘千仞(慈恩大師)
- 徒孫：武敦儒、武修文
- 齊名人物：
  - 「中神通」王重陽
  - 「東邪」黃藥師
  - 「西毒」歐陽鋒
  - 「北丐」洪七公
  - 「西狂」楊過
  - 「北俠」郭靖
  - 「中頑童」周伯通

## 影視形象

### 劇集
《射鵰英雄傳》：
- 钟志强：香港佳藝電視《射鵰英雄傳》（1976年）
- 劉兆銘：香港無綫電視《射鵰英雄傳》（1983年）
- 樊日行：台灣中視《射鵰英雄傳》（1988年）
- 王偉：香港無綫電視《射鵰英雄傳之九陰真經》（1993年）
- 鄭伊健：香港無綫電視《射鵰英雄傳之南帝北丐》（1994年）
- 黎漢持：香港無綫電視《射鵰英雄傳》（1994年）
- 王卫国：中國慈文影視《射鵰英雄傳》（2003年）
- 肖荣生：上海唐人公司《射鵰英雄傳》（2008年）
- 呂良偉：中國華策影視、完美影視聯合出品《射鵰英雄傳》（2017年）
- 何潤東：中國企鵝影視、耀客傳媒聯合出品《金庸武侠世界》（2024年）

《神鵰俠侶》：
- 钟志强：香港佳藝電視《神鵰俠侶》（1976年）
- 劉兆銘：香港無綫電視《神鵰俠侶》（1983年）
- 初本科：台灣中視《神鵰俠侶》（1984年）
- 黎漢持：香港無綫電視《神鵰俠侶》（1995年）
- 王卫国：中國中央電視台《神鵰俠侶》（2006年）
- 季晨：中國華夏視聽、於正工作室聯合出品《神鵰俠侶》（2014年）
- 湯鎮宗：中國芒果娛樂、盛夏星空傳媒聯合出品《新神鵰俠侶》（待播）

### 電影
- 狄龙：《射鵰英雄傳》（1977年）、《射鵰英雄傳續集》（1978年），邵氏公司
- 梁家輝：《射鵰英雄傳之東成西就》（1993年），學者電影公司
- 吳興國：《射鵰英雄傳：俠之大者》（2025年），中國電影股份有限公司